# Биг Ривер (Калифорнија)
Биг Ривер (енгл. Big River) насељено је место без административног статуса у америчкој савезној држави Калифорнија.

## Демографија
По попису из 2010. године број становника је 1.327, што је 61 (4,8%) становника више него 2000. године.
| Група             | 2000.         | 2010.         |
| Белци             | 1.036 (81,8%) | 1.055 (79,5%) |
| Афроамериканци    | 32 (2,5%)     | 14 (1,1%)     |
| Азијати           | 12 (0,9%)     | 2 (0,2%)      |
| Хиспаноамериканци | 122 (9,6%)    | 160 (12,1%)   |
| Укупно            | 1.266         | 1.327         |